# اخوان‌المسلمین سودان

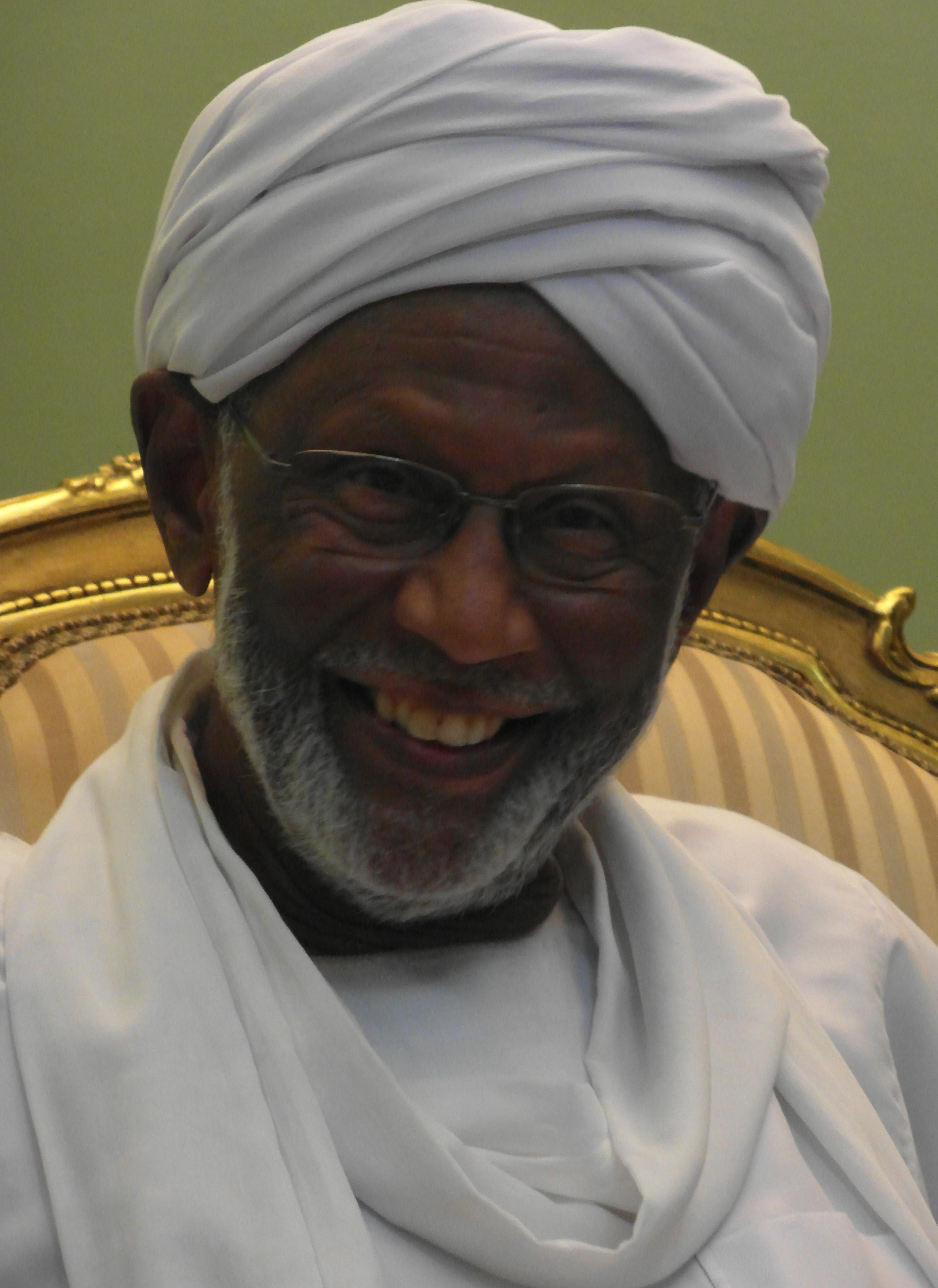
حسن الترابی از معروف‌ترین اشخاص اخوان‌المسلمین سودان بود.

اخوان‌المسلمین سودان (به عربی: إخوان المسلمون فی السودان)، حزبی سودانی است؛ که مبتنی بر افکار اخوانی‌های مصر در صددِ تحقق آرمان‌های خود در سودان است. این گروه در سال ۱۹۴۹ م، در پی مسافرت گروهی از اخوانی‌های مصر به سودان شکل گرفت؛ و به عنوان یکی از بازوهای اخوان‌المسلمین مصر در طی ۶۵ سال گذشته به فعالیت مشغول بوده‌است. حسن الترابی از معروف‌ترین اشخاص اخوان‌المسلمین سودان بود؛ که در اسفند سال ۱۳۹۴ درگذشت.

## تاریخ

### شکل‌گیری و تاریخ اولیه
این گروه در دهه ۱۹۶۰ به عنوان یک گروه دانشجویی اسلامگرا ایجاد شد و به عنوان جبهه منشور اسلامی شناخته شد. از سال ۱۹۶۴ تا ۱۹۶۹ پس از سرنگونی دولت رئیس‌جمهور ابراهیم عبود، حسن الترابی ریاست آن را بر عهده داشت. در این دوره، آی سی اف از حق رأی دادن زنان حمایت کرد و نامزدهای زن را کاندید کرد. در سال ۱۹۶۹، دولت توسط ژنرال گافر النیمیری با کودتا سرنگون شد و پس از آن اعضای جبهه منشور اسلامی در بازداشت خانگی قرار گرفتند یا از کشور فرار کردند. ان آی اف اگرچه به شدت مخالف کمونیسم بود، اما سازمان آنها را کپی کرد. جبهه ملی اسلامی خود به دنبال شکست کودتای ضد نومایری به رهبری انصار در ژوئیه ۱۹۷۶ تأسیس شد.